# Jindřich Honzl
Jindřich Honzl, né le 14 mai 1894 à Humpolec (Autriche-Hongrie) et mort le 20 avril 1953 à Prague (Tchécoslovaquie), est un réalisateur, metteur en scène, théoricien du théâtre, traducteur et pédagogue tchécoslovaque.

## Filmographie
- 1932 : Pudr a benzin (Your Money or Your Life)
- 1932 : Penize nebo zivot (Powder and Petrol) (aussi scénario)